# Саяпина, Нина Васильевна
Нина Васильевна Саяпина (20 июня 1930, Тамбовка, Дальневосточный край — 4 мая 1995, Рощинский, Новосибирская область) — советский передовик сельскохозяйственного производства. Герой Социалистического Труда (1966).

## Биография
Родилась 20 июня 1930 года в селе Тамбовка (ныне — Амурской области).
В 1939 году семья переехала на постоянное место жительства в посёлок Рощинский, Искитимского района Новосибирской области.
С 1947 года работала дояркой отделения № 1 совхоза «Бердский» Искитимского района. В 1949 году получила за высокие показатели в социалистическом соревновании по животноводству Почётную грамоту ЦК КПСС.
Н. В. Саяпина ежегодно добивалась высоких показателей по надою молока на фуражную корову. Из года в год росло мастерство и опыт доярки. Постоянно анализируя достигнутые результаты, изучая передовой опыт своих коллег, она добивалась улучшения производственных показателей. Н. В. Саяпина была активной участницей и медалисткой ВДНХ СССР.
22 марта 1966 года Указом Президиума Верховного Совета СССР «за ежегодные высокие производственные показатели по надою молока» Нина Васильевна Саяпина была удостоена звания Героя Социалистического Труда с вручением Ордена Ленина и золотой медали «Серп и Молот».
В 1973 году Указом Президиума Верховного Совета СССР «за достигнутые успехи по надою молока в 1973 году» Нина Васильевна Саяпина была награждена вторым Орденом Ленина.
С 1985 года вышла на пенсию.
Скончалась 4 мая 1995 года. Похоронена в посёлке Рощинский, Искитимский район Новосибирской области.

## Награды
- Медаль «Серп и Молот» (22.03.1966)
- Орден Ленина (22.03.1966, 1973)
- Золотая медаль ВДНХ (1968)